# Kisei 2022
Il Kisei 2022 è stata la 46ª edizione del torneo goistico giapponese Kisei. Il torneo è iniziato il 18 febbraio 2021 ed è finito con la vittoria dello sfidante Ryo Ichiriki, che ha interrotto una striscia di nove vittorie consecutive del campione in carica Yūta Iyama.

## Fase preliminare
- W indica vittoria col bianco
- B indica vittoria col nero
- X indica la sconfitta
- +R indica che la partita si è conclusa per abbandono
- +N indica lo scarto dei punti a fine partita

### Lega C
La Lega C comprende 32 giocatori che si sono affrontati in cinque turni di gioco. Numadate Sakiya 7d si è qualificato sconfiggendo cinque avversari.

### Lega B-1
| Giocatore          | M.K.  | S.T.  | R.K.  | F.A.  | K.Y.  | H.A.  | M.T. | W.B.  | Risultato | Note                                                  |
| ------------------ | ----- | ----- | ----- | ----- | ----- | ----- | ---- | ----- | --------- | ----------------------------------------------------- |
| Motoki Katsuya 8d  | –     | X     | B+R   | X     | B+2,5 | X     | B+R  | W+0,5 | 4-3       | 3                                                     |
| Shida Tatsuya 8d   | B+0,5 | –     | X     | X     | W+R   | B+R   | W+R  | B+R   | 5-2       | 1 Qualificato al playoff per il torneo degli sfidanti |
| Rin Kanketsu 8d    | X     | B+1.5 | –     | W+3,5 | X     | X     | X    | W+R   | 3-4       | 5                                                     |
| Fujita Akihiko 7d  | B+3.5 | W+2,5 | X     | –     | X     | B+1,5 | W+R  | X     | 4-3       | 4                                                     |
| Koike Yoshihiro 6d | X     | X     | W+0,5 | B+1,5 | –     | X     | X    | X     | 2-5       | Retrocesso alla Lega C del Kisei 2023                 |
| Hon Akiyoshi 4d    | B+2,5 | X     | B+R   | X     | B+R   | –     | W+R  | B+4,5 | 5-2       | 2 Promosso alla Lega A del Kisei 2023                 |
| Mimura Tomoyasu 9d | X     | X     | W+R   | X     | W+R   | X     | –    | W+R   | 3-4       | Retrocesso alla Lega C del Kisei 2023                 |
| Wu Boyi 5d         | X     | X     | X     | W+R   | B+0,5 | X     | X    | –     | 2-5       | Retrocesso alla Lega C del Kisei 2023                 |

### Lega B-2
| Giocatore            | A.T.  | S.Y. | H.Y.  | A.J.  | T.A. | S.T.  | S.M.  | U.S. | Risultato | Note                                                |
| -------------------- | ----- | ---- | ----- | ----- | ---- | ----- | ----- | ---- | --------- | --------------------------------------------------- |
| Adachi Toshimasa 7d  | –     | X    | W+R   | B+R   | W+R  | B+R   | X     | X    | 4-3       | 4 Qualificato alla Lega B del Kisei 2023            |
| So Yokoku 9d         | W+R   | –    | B+1,5 | W+R   | B+R  | X     | X     | W+R  | 5-2       | Promosso alla Lega A del Kisei 2023                 |
| Hirose Yuichi 5d     | X     | X    | –     | B+1,5 | W+R  | X     | X     | B+R  | 3-4       | 5 Qualificato alla Lega B del Kisei 2023            |
| Akiyama Jiro 9d      | X     | X    | X     | –     | B+R  | X     | X     | W+R  | 2-5       | Retrocesso alla Lega C del Kisei 2023               |
| Tsuruyama Atsushi 8d | X     | X    | X     | X     | –    | X     | X     | B+R  | 1-6       | Retrocesso alla Lega C del Kisei 2023               |
| Seto Taiki 8d        | X     | B+R  | W+R   | B+R   | W+R  | –     | B+3,5 | X    | 5-2       | 3 Qualificato alla Lega B del Kisei 2023            |
| Son Makoto 7d        | B+2,5 | W+R  | B+R   | W+R   | B+R  | X     | –     | B+R  | 6-1       | Qualificato al playoff per il torneo degli sfidanti |
| Uchida Shuhei 7d     | W+R   | X    | X     | X     | X    | B+2,5 | X     | –    | 2-5       | Retrocesso alla Lega C del Kisei 2023               |

### Lega A
| Giocatore            | K.K. | C.U   | O.R. | Y.N.  | S.T. | M.Y.  | H.N. | S.S.  | Risultato | Note                                                        |
| -------------------- | ---- | ----- | ---- | ----- | ---- | ----- | ---- | ----- | --------- | ----------------------------------------------------------- |
| Kyo Kagen Judan      | –    | W+3,5 | X    | W+6,5 | X    | W+R   | X    | W+R   | 4-3       | 2 Promosso alla Lega S del Kisei 2023                       |
| Cho U 9d             | X    | –     | X    | X     | W+R  | X     | W+R  | W+R   | 3-4       | Retrocesso alla Lega B del Kisei 2023                       |
| Onishi Ryuhei 7d     | W+R  | B+R   | –    | X     | X    | W+2,5 | X    | W+0,5 | 4-3       | 3 Qualificato alla Lega A del Kisei 2023                    |
| Yoda Norimoto 9d     | X    | W+1,5 | B+R  | –     | X    | B+R   | X    | X     | 3-4       | Retrocesso alla Lega B del Kisei 2023                       |
| Shibano Toramaru Oza | W+R  | X     | W+R  | B+6,5 | –    | W+R   | X    | W+R   | 5-2       | 1 Qualificato ai quarti di finale del torneo degli sfidanti |
| Mutsuura Yuta 7d     | X    | W+2,5 | X    | X     | X    | –     | W+R  | X     | 2-5       | Retrocesso alla Lega B del Kisei 2023                       |
| Hane Naoki 9d        | W+R  | X     | W+R  | B+R   | W+R  | X     | –    | X     | 4-3       | 4 Qualificato alla Lega A del Kisei 2023                    |
| Suzuki Shinji 7d     | X    | X     | X    | W+0,5 | X    | W+R   | B+R  | –     | 3-4       | Retrocesso alla Lega B del Kisei 2023                       |

### Lega S
| Giocatore           | K.R.  | T.S. | M.D.  | I.R. | Y.K.  | Y.Z. | Risultato | Note                                                    |
| ------------------- | ----- | ---- | ----- | ---- | ----- | ---- | --------- | ------------------------------------------------------- |
| Kono Rin 9d         | –     | X    | X     | X    | W+4,5 | X    | 1-4       | Retrocesso alla Lega A del Kisei 2023                   |
| Takao Shinji 9d     | W+R   | –    | X     | X    | B+3,5 | X    | 2-3       | 4                                                       |
| Murakawa Daisuke 9d | B+R   | W+R  | –     | X    | W+R   | X    | 3-2       | 3                                                       |
| Ichiriki Ryo Tengen | W+1,5 | B+R  | W+R   | –    | B+3,5 | W+R  | 5-0       | 1 Qualificato alla finale del torneo degli sfidanti     |
| Yamashita Keigo 9d  | X     | X    | X     | X    | –     | X    | 0-5       | Retrocesso alla Lega A del Kisei 2023                   |
| Yu Zhengqi 8d       | W+R   | B+R  | W+2,5 | X    | W+R   | –    | 4-1       | 2 Qualificato alla semifinale del torneo degli sfidanti |

## Fase finale

### Playoff Lega B1 e B2
I due vincitori dei gruppi B1 e B2 si sfidano per avanzare al turno successivo.

### Torneo degli sfidanti
- Numadate Sakiya ha ottenuto la qualificazione agli ottavi di finale in quanto vincitore della Lega C
- Son Makoto ha ottenuto la qualificazione agli ottavi di finale in quanto vincitore dello spareggio tra i primi classificati della Lega B1 e B2 contro Shida Tatsuya.
- Shibano Toramaru ha ottenuto la qualificazione diretta ai quarti di finale in quanto vincitore della Lega A
- Yu Zhengqi ha ottenuto la qualificazione diretta alle semifinali in quanto secondo classificato della Lega S
- Ichiriki Ryo ha ottenuto la qualificazione diretta alla finale in quanto vincitore della Lega S

|  | Ottavi di finale | Ottavi di finale | Ottavi di finale |  |  | Quarti di finale | Quarti di finale | Quarti di finale |     |                  | Semifinali       | Semifinali | Semifinali |  |  | Finale | Finale | Finale |
|  |                  |                  |                  |  |  |                  |                  |                  |     |                  |                  |            |            |  |  |        |        |        |
|  | Sakiya Numadate  |                  |                  |  |  |                  |                  |                  |     |                  |                  |            |            |  |  |        |        |        |
|  | Makoto Son       | Makoto Son       | W+R              |  |  | Makoto Son       | Makoto Son       |                  |     |                  |                  |            |            |  |  |        |        |        |
|  |                  |                  |                  |  |  | Shibano Toramaru | Shibano Toramaru | B+2,5            |     |                  |                  |            |            |  |  |        |        |        |
|  |                  |                  |                  |  |  |                  |                  |                  |     | Shibano Toramaru | Shibano Toramaru | W+R        |            |  |  |        |        |        |
|  |                  |                  |                  |  |  |                  | Yu Zhengqi       |                  |     |                  |                  |            |            |  |  |        |        |        |
|  |                  |                  |                  |  |  |                  |                  |                  |     |                  |                  |            |            |  |  |        |        |        |
|  |                  |                  |                  |  |  |                  |                  |                  |     |                  |                  |            |            |  |  |        |        |        |
|  |                  |                  |                  |  |  |                  |                  |                  |     |                  | Shibano Toramaru |            |            |  |  |        |        |        |
|  |                  |                  |                  |  |  |                  | Ryo Ichiriki     | Ryo Ichiriki     | B+R |                  |                  |            |            |  |  |        |        |        |
|  |                  |                  |                  |  |  |                  |                  |                  |     |                  |                  |            |            |  |  |        |        |        |
|  |                  |                  |                  |  |  |                  |                  |                  |     |                  |                  |            |            |  |  |        |        |        |
|  |                  |                  |                  |  |  |                  |                  |                  |     |                  |                  |            |            |  |  |        |        |        |
|  |                  |                  |                  |  |  |                  |                  |                  |     |                  |                  |            |            |  |  |        |        |        |
|  |                  |                  |                  |  |  |                  |                  |                  |     |                  |                  |            |            |  |  |        |        |        |
|  |                  |                  |                  |  |  |                  |                  |                  |     |                  |                  |            |            |  |  |        |        |        |
|  |                  |                  |                  |  |  |                  |                  |                  |     |                  |                  |            |            |  |  |        |        |        |

## Finale
La finale è una sfida al meglio delle sette partite, da disputarsi tra il detentore del titolo, Yūta Iyama Kisei, e lo sfidante Ichiriki Ryo Tengen, qualificato tramite il processo di selezione.